# Кончинино
Кончинино — деревня в Дмитровском муниципальном округе Московской области. Население — 72 чел. (2010).
До 1939 года — центр Кончининского сельсовета. До 2006 года Кончинино входило в состав Настасьинского сельского округа.

## Расположение
Деревня расположена в центральной части района, примерно в 4 км западнее Дмитрова, у системы мелиорированных каналов поймы по левому берегу Яхромы, высота центра над уровнем моря 149 м.
Ближайшие населённые пункты — Савелово на западе, Малые Дубровки на юге и Спиридово на востоке. У южной окраины деревни проходит автодорога А108 (Московское большое кольцо).

## История
Относилось к Повельскому стану. В 1447 году принадлежит Троице-Сергиеву монастырю. В XV—XVI веках являлось селом. В конце XVI века в Кончинино было 18 дворов и деревянный храм имени Архангела Михаила.
В 1913 году село Кончинино входило в Подчёрковскую волость Дмитровского уезда Московской губернии. В селе числилось 27 дворов.
В 1915 году был основан Кончининский опытный участок. В 1919 году он был преобразован в Яхромское болотное опытное поле. В 1932 году организация была перепрофилирована в Московскую областную болотную опытную станцию для исследования Яхромских болот. Также на станции проводились метеорологические наблюдения.
В первые годы советской власти образование Кончининского сельсовета. В 1939 году Кончинино вошло в состав Сысоевского сельсовета.
До 2018 года находилось в составе городского поселения Дмитров Дмитровском районе.

## Население
| 2002 | 2006 | 2010 |
| ---- | ---- | ---- |
| 52   | ↘50  | ↗72  |